# Juan Creus y Manso
Juan Creus y Manso (Guadalajara; 1 de març de 1828-Granada; 1 de juny de 1897) va ser un metge cirurgià espanyol, pioner en diversos camps de la cirurgia i la traumatologia.

## Biografia

### Formació
Va néixer a Guadalajara l'1 de març de 1828. Provenia d'una família d'obrers de la Real Fábrica de Paños de Guadalajara. Durant la seva infància i primera joventut va residir a Guadalajara, encara que aviat va sortir d'aquesta ciutat per realitzar els seus múltiples estudis. Creus va realitzar els seus primers estudis de Metafísica, Lògica i Filosofia en el seminari de Sigüenza, revalidant els seus títols de Humanitats en la Universitat de Toledo. Va obtenir el grau de batxiller en 1846 i la llicenciatura de Medicina i Cirurgia, després dels estudis en el Col·legi de Cirurgia de San Carlos de Madrid, l'any 1852. Va cursar també estudis de Comerç i diversos idiomes durant aquells anys de la seva joventut. De la llarga relació de mèrits científics i professionals, mereix destacar l'obtenció del títol de doctor en Medicina als vint-i-quatre anys, i poc després, en 1854, als vint-i-sis de la seva edat, guanyava per oposició la càtedra de Patologia Quirúrgica en la Universitat de Granada, al mateix temps que era nomenat acadèmic corresponent de la Reial Acadèmia Nacional de Medicina.

### Catedràtic universitari
Va començar aviat la seva tasca d'escriptor mèdic, apareixent en 1861 la primera edició del seu Tratado de Anatomía Medicoquirúrgica, que va ser usat com llibre de text en les facultats de Medicina i va aconseguir segona edició en 1872. Moltes altres publicacions, en llibres, fullets, i revistes, van ser donant la dimensió científica de Creus, al mateix temps que la seva habilitat i decisió quirúrgiques el van convertir en una de les figures més prestigioses i sol·licitades del país. En 1877, per concurs de mèrits, va accedir a la Càtedra de Patologia Quirúrgica en la Universitat de Madrid i va ser nomenat rector en 1884. Jubilat per motius de salut en 1890, es va retirar a Granada, on va morir l'1 de juny de 1897.

### Medicina
Fonamentalment, són dues els camps en què es va distingir el doctor Creus: la cirurgia òssia i els precedents de l'otorrinolaringologia, ampliat a la cirurgia cèrvico‑facial. En el primer aspecte es va distingir en el tractament per exèresi de difícils tumors ossis, i va ser dels iniciadores en l'ús del periosti per tancar amputacions. En l'altre aspecte, es va ocupar dels problemes de la cavitat oral: epitelioma de llengua i gomes ulcerats en la mateixa; en la rinofaringe, va anar dels primers a extreure els anomenats pòlip nasofaríngeu; va realitzar traqueotomia en la diftèria.
Com a cirurgià cérvico‑facial va realitzar intervencions molt arriscades i amb èxit: resecció de neoplàsia de paròtide; resecció d'un aneurisma de l'artèria caròtida interna, intervencions labials per epitelioma, llavis leporins i traumatismes de cara i sòl de boca; resecció d'abundants tumors en maxil·larés superior i inferior, etc. Tot això, sense oblidar, per descomptat, la resta de l'anatomia humana, fent des de cirurgia ortopèdica fins a intervencions ginecològiques, passant per la cirurgia vascular, encara molt incipient, i tractant totes les novetats de tècniques, anestèsia i antisèpsia, que en l'època es van ser donant.
Va ser pioner en molts camps de l'actuació operatòria i va anar la seva missió la d'anar introduint quantes novetats sorgien en la cirurgia del moment, i fins i tot modificar tècniques i crear alguns procediments originals, en una època on van destacar mèdics cirurgians com Federico Rubio y Galí, Alejandro San Martín y Satrústegui, Josep Ribera i Sans o Salvador Cardenal Fernández.

### Política
Juan Creus va ser carlista i va formar part de la Junta carlista de Granada.

## Obra
El significat de l'obra de Juan Creus y Manso, dins del context de la cirurgia espanyola del segle xix, és molt ampli. Com a mestre de generacions senceres, durant 36 anys es va encarregar de formar a joves aprenents en la matèria quirúrgica.
Com a escriptor ha deixat una àmplia producció repartida en un gran espectre de temes, tots conglomerats dins de la cirurgia. El seu més coneguda obra és el Tratado de Anatomía Quirúrgica, publicat en 1861, que va ser pres com a llibre de text per a les facultats de medicina espanyoles, i reeditat en 1872. Amb abundants il·lustracions, s'ocupava de l'anatomia humana fonamentalment amb aplicacions a la cirurgia.
Una altra de les grans obres que va encoratjar va ser la traducció al castellà, en vuit gruixuts toms, de la Enciclopedia Internacional de Cirugía, de John Ashurst, en 1871, en 1871, que ell va prologar i va organitzar i en la qual va incloure set amplis escrits seus, entre ells els de malalties infeccioses en general, traumatologia i ferides per asta de toro, per la qual cosa, a partir de llavors, a Juan Creus se'l considera el precursor de la taurotraumatologia, ja que ningú fins llavors s'havia ocupat científicament d'estudiar aquest tipus de lesions. També va publicar abundants articles en diverses revistes científiques espanyoles i en els annals de la Reial Acadèmia de Medicina.
Altres obres de Juan Creus van ser Tratado elemental de Anatomía médico-quirúrgica (1880) i Estudios sobre las heridas de armas de fuego (1881).